# Englebert de Schietere de Caprijke

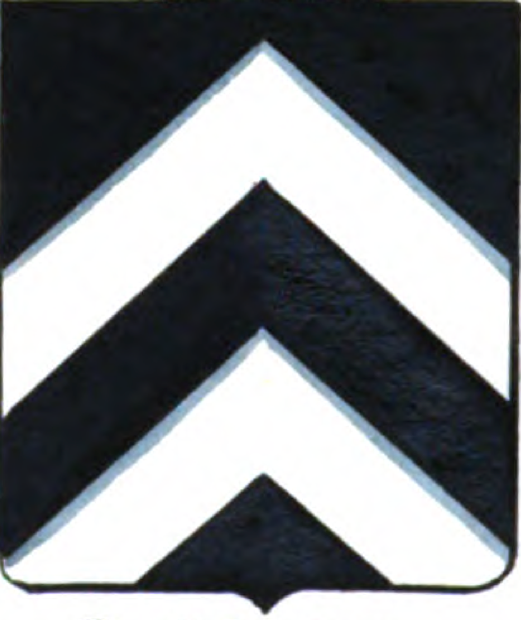
Wapen van de familie de Schietere

Englebert Alexandre Joseph de Schietere Caprycke (Brugge, 21 maart 1756 - Gent, 28 april 1828), ook gekend als de Schietere Maelstaple, was een Zuid-Nederlands edelman.

## Geschiedenis
De eerste de Schietere vermeld als heer van Kaprijke was Charles-Albert de Schietere Caprycke (1724-1801), zoon van Philippe-Charles de Schietere (1686-1755) en van Marie-Alexandrine de Fraula (1697-1780).

## Levensloop
Englebert Alexandre Joseph de Schietere Caprycke trouwde in 1782 met Elisabeth Veranneman de Watervliet (1758-1821). Ze hadden vijf kinderen.
In 1786 was hij een van de stichtende leden van de Brugse Cercle Littéraire. In 1787, begin van de prerevolutionaire periode, behoorde hij met drie andere Bruggelingen tot de stichters van een 'Corps patriotique', dat tot doel had de notabelen te beschermen tegen de volksmassa en het verzet tegen de keizer en de centrale regering te organiseren. In 1788 ageerde de groep tegen de nieuwe beschikkingen die keizer Jozef II wilde invoeren. Toen de Brabantse Revolutie ontketend werd, was hij er een van de aanhangers van. In 1792 behoorde hij tot de stichters van de revolutiegezinde Jacobijnse Club, maar speelde er geen actieve rol in.
Hij werd in 1793 (laatste periode van Oostenrijks bestuur) ondanks zijn revolutionaire gevoelens, tot schepen van het Brugse Vrije benoemd. Hij was datzelfde jaar proost van de Edele Confrérie van het Heilig Bloed. Hij was ook kerkmeester in de Sint-Annakerk. Hij verliet Brugge toen de Fransen opnieuw de stad veroverden. Hij kwam na een zekere tijd terug en bleef in de stad tijdens de volgende revolutiejaren. In 1797 werd hij assessor, toegevoegd bij de vrederechter voor twee van de Brugse wijken. Onder het keizerrijk werd hij kapitein bij een van de cohortes van de Nationale Wacht. Van 1808 tot 1815 was hij burgemeester van Kaprijke.
In 1816, ten tijde van het Verenigd Koninkrijk der Nederlanden, werd hij erkend in de erfelijke adel, met de titel ridder, overdraagbaar op alle mannelijke afstammelingen. Hij werd tevens benoemd in de Ridderschap van West-Vlaanderen. In 1815 werd hij burgemeester van Vinderhoute.
Hij had bijzondere interesse voor de bosbouw. Hij importeerde de dennenboom uit Corsica en spande zich in om die te cultiveren in zijn domein Zorgvliet in Ruddervoorde. Hij publiceerde een boekje gewijd aan het kweken van deze boom.
Hij kocht een buitenverblijf in Vinderhoute, gelegen naast de dorpskerk. Hij en zijn vrouw werden in Kaprijke begraven.
Onder de kinderen van Englebert de Schietere was er Charles-Englebert de Schietere, ridder van Caprijcke (Brugge, 21 december 1797 - Gent, 9 november 1854). Hij werd burgemeester van Vinderhoute (1822-1827). In 1832 kocht hij van graaf Louis de Carnin de Staden het kasteel van Vinderhoute. Hij overleed als vrijgezel in Gent. Hij was de laatste de Schietere de Kaprijke. Hij publiceerde in 1842 een boekje onder de titel De la chasse, met daarin begrepen de tekst van een eigen wetsvoorstel over de jacht.